# オーメン4
『オーメン4』（原題：Omen IV: The Awakening）は、1991年のオカルト・ホラー映画。
本作はドミニク・オテニン＝ジラールとジョージ・モンテシが監督した（ジラールは途中で降板）、『オーメン』第4作であり、20世紀フォックス製作の同シリーズとしては初のテレビ映画作品である。また、前3作をプロデュースしたハーヴェイ・バーンハードの遺作でもある。音楽はジョナサン・シェファーが担当しているが、ジェリー・ゴールドスミスが作曲した『オーメン』シリーズのメインテーマ「アヴェ・サタニ」も使用されている。

## ストーリー
子宝に恵まれないことに悩むバージニア州下院議員のジーン・ヨークと、弁護士の妻カレンは、修道女が経営する聖フランシス孤児院を訪ね、若い修道女シスター・イヴォンヌから養子をもらうことにした。ヨーク夫妻は、交換留学生の父と大学生の母との間に産まれたという女児を引き取り、政治活動をするカレンの叔母の名を取ってディーリアと命名した。手続きを終えて赤子を送り出した後でイヴォンヌは、「ディーリアは悪魔の子、殺さなくては」と取り乱し、彼女を平手打ちした孤児院の院長フランチェスカは心臓発作を起こして死亡する。赤ん坊のディーリアはカレンの顔をひっかいたり、教会で洗礼を受ける場で酷く泣き出したりする。洗礼を行なった牧師もまた、心臓発作で亡くなった。3歳のディーリアがトレーラーに轢かれそうになった時、走ってきた大型犬が彼女に体当たりして助けたことから、ヨーク夫妻はそのロットワイラーにライダーと名付けて飼うことにする。
学校に通うようになったディーリアはクラス内で暴力事件を起こし、次第に孤立して友だちがいなくなる。学校の実地体験で乗馬をした際、ディーリアの目を見た馬たちは怯えて興奮し、ディーリアは落馬。病院で診察に当たったヨーク夫妻の友人医師エイスティングスは、ディーリアが生理を迎えたことを知らせ、まだ8歳の娘が有りえないというカレンに対し、珍しいことではないと諭す。その後もディーリアと学校で揉めた男児の父親が首を切断して死ぬ奇妙な事故が起きた。ライバルの議員がゴシップで失脚したため、ジーンは上院議員に立候補し、家政婦としてジョー・シューソンという若い女性を雇うことにする。ニューエイジの実践者ジョーは、ディーリアと過ごしている内に、身に着けているパワーストーンのクリスタルが黒く濁ってきたことで不吉なものを感じる。
オーラに詳しいスピリチュアル分野の友人ノアのアドバイスで、ジョーはディーリアを町の催し“超能力フェア”に連れて行くが、会場にいた本物の霊能者たちはディーリアを見ただけで恐怖した。ノアはオーラが写るカメラで、ジョーと並んでいるディーリアを撮ることに成功する。その写真のディーリアは赤黒い不気味なオーラに包まれ、それがジョーをも侵食しているように見えた。ディーリアはフェスティバル会場の屋台で火事を起こし、人々や建物を炎で包む。ノアから問題の写真を見せられて警告を受けたジョーは、やがてディーリアの悪魔的な正体に気が付くが、ライダーに襲われて2階の窓から転落死を遂げる。ジョーが死ぬ現場を見て気絶したカレンは病院に運ばれるが、心配するジーンにエイスティングスは、彼女が妊娠していることを知らせる。
ディーリアについての疑念が増したカレンは、教会のマットソン神父を訪ね、ヨハネの黙示録で語られる反キリストについて教えられた。養子手続きに立ち会ったシスター・イヴォンヌが教会を去ったことを知り、カレンは夫のライバル議員のゴシップを暴いた私立探偵アール・ナイトに、ディーリアの実の親の調査を依頼する。アールの調べで、イヴォンヌは娼婦に身を堕とした後に、名をシスター・フェリシティと変えて宣教師になったことが判明。ノースカロライナ州まで足取りを追ったアールはイヴォンヌを見つけ出し、説経の会場で蛇を使った神の儀式を行なっている彼女にディーリアの写真を見せた。その時、ガラガラヘビは急に暴れ出してイヴォンヌに何度も噛みつく。毒に侵され重体のイヴォンヌは、アールに「あの子は神の敵…獣が目覚めたのよ」と話した後、逆さ十字架の影を見ながら死亡する。アールはイヴォンヌが暮らしていた部屋で手記や資料を見つけ、さらに自分の調査結果をまとめた封筒をケイト宛に投函した後、建設用クレーンの事故で死んでしまう。
息子のアレクサンダーを出産したカレンの家には、手伝いとしてベビーシッターのリサ・ロゼリが雇われていた。イヴォンヌとアールの死を電話で知ったカレンはマットソン神父の所へ向かい、ダニエル書に書かれた、悪魔が築く第4の王国について質問した。反キリストとは男性なのかと訊ねるカレンに、神父は「聖書に性差別はないので、反キリストが女性ということもあり得る」と答え、カレンはアールの調査報告書を裏付ける話に衝撃を受ける。病院でエイスティングスと対峙したカレンは、彼の手をメスで突き刺して尋問した。悪魔の子ダミアン・ソーンを父に持つディーリアは、その胎内にあった二重胎児の弟を落馬事故の時に取り出され、エイスティングスによってカレンの子宮に移されたのだ。悪魔教徒の一員だったエイスティングスを、カレンはメスで刺殺した。エイスティングスが持っていた拳銃を手に帰宅したカレンは、やはり悪魔教徒の仲間であるリサを殺し、ディーリアの部屋に入る。ディーリアが抱いたアレクサンダーの手には、獣の数字 666が浮かんでいた。アレクサンダーの目を見たカレンは、魔力に魅入られて銃口を自分に向け、自殺を遂げる。ジーンは妻の葬儀にディーリアとアレクサンダーを連れて参列し、帰途を辿る道は逆さ十字架の形であった。

## キャスト
| 役名                     | 俳優                 | 日本語吹替                                   | 日本語吹替                     |
| 役名                     | 俳優                 | ソフト版                                     | テレビ朝日版                   |
| ------------------------ | -------------------- | -------------------------------------------- | ------------------------------ |
| カレン・ヨーク           | フェイ・グラント     | 岡本茉利                                     | 相沢恵子                       |
| ジーン・ヨーク           | マイケル・ウッズ     | 菅生隆之                                     | 家中宏                         |
| アール・ナイト           | マイケル・ラーナー   | 増岡弘                                       | 村松康雄                       |
| エイスティングス医師     | マディソン・メイソン | 岡部政明                                     | 小川真司                       |
| ジョー・シューソン       | アン・ハーン         |                                              | 石塚理恵                       |
| ノア                     | ジム・バーンズ       |                                              |                                |
| ジェイク・マディソン     | ドン・S・デイヴィス  |                                              | 塚田正昭                       |
| ディーリア               | エイジア・ヴィーイラ | 渡辺菜生子                                   | 渡辺菜生子                     |
| シスター・イヴォンヌ     | ミーガン・ミーチ     |                                              | 佐々木るん                     |
| シスター・フランチェスカ | ジョイ・コグヒル     |                                              |                                |
| ヘイズ神父               | デビッド・キャメロン |                                              |                                |
| マットソン神父           | ダンカン・フレイザー |                                              | 小島敏彦                       |
| リサ・ロゼリ             | アンドレア・マン     |                                              |                                |
| 日本語版制作スタッフ     |                      |                                              |                                |
| 演出                     | N/A                  |                                              | 松川陸                         |
| 吹替翻訳                 | N/A                  | 古田由紀子                                   | 高橋京子                       |
| 字幕翻訳                 | N/A                  | 岡枝慎二                                     |                                |
| 調整                     | N/A                  |                                              | 遠西勝三                       |
| 効果                     | N/A                  |                                              | 南部満治                       |
| 制作                     | N/A                  |                                              | ニュージャパンフィルム         |
| 初回放送                 | N/A                  | 1992年3月6日発売のVHS 2006年11月3日発売のDVD | 1996年6月23日 『日曜洋画劇場』 |

## スタッフ
- 監督 – ジョージ・モンテシ、ドミニク・オテニン＝ジラール（英語版）
- 製作 – ロバート・J・アンダーソン（英語版）、ハーヴェイ・バーンハード（英語版）
- 製作総指揮 – メイス・ニューフェルド
- キャラクター創造 – デヴィッド・セルツァー
- 原案 – ハーヴェイ・バーンハード
- 脚本 – ブライアン・タガート
- 撮影 – マルティン・フューラー
- 編集 – フランク・アーバイン
- 音楽 – ジョナサン・シェファー
- 特殊効果 – スティーブ・デイビス
- 衣装デザイン – スーザン・デ・ラヴァル
- プロダクション・デザイン – リチャード・ウィルコックス
- スタント・コーディネーター – ダニー・バーチュー

## 製作
『オーメン』シリーズ第3作のオフィシャル小説『最後の闘争』が成功を収めたことから、その著者ゴードン・マッギルは直接の続編となる小説『オーメンⅣ:アルマゲドン2000』を20世紀フォックス公式作品として執筆し、1982年9月にアメリカで発売された。20世紀フォックスは1984年後半の公開を目指して、マッギルの小説を原作とした映画『オーメンⅣ:アルマゲドン』を企画したが、相次ぐ監督の降板によってフォックスはこの続編を中止した（詳細は#実現しなかった続編を参照）。
映画『オーメンⅣ:アルマゲドン』の企画が頓挫してから数年後、『オーメン』3部作のプロデュースを担当したハーヴェイ・バーンハードは、規模をテレビ映画に縮小した第4作を製作することにした。フォックス・ネットワークが『オーメン』の4作目を低予算のテレビ映画にしたのは、ワーナー・ブラザースの大ヒット作だった『エクソシスト』の続編『エクソシスト2』が思いのほか当たらなかったことと、『オーメン』の続編2作品がスタジオの期待を裏切る成績だったことが理由だとバーンハードが語っている。
本作の撮影は、スタンレーパークを中心にカナダで行なわれた。クランクインから監督を務めていたスイス系フランス人の映画監督ドミニク・オテニン＝ジラールが撮影途中で降板したことで、テレビ監督のホルヘ・モンテシが引き継いだ。バンクーバーの高級住宅地ショーネシー地区にある、大きな住宅がジーン・ヨーク夫妻の家として撮影に使われた。

## ダミアンの娘の出自
本編終盤でディーリアの父親がダミアン・ソーンであることが明かされるものの、母親については語られていない。IMDbで「第3作『オーメン/最後の闘争』で女性記者ケイト・レイノルズが、ダミアンと一夜を過ごした時に作られた子であろう」と指摘されている通り、海外の複数の媒体では、ダミアンとセックスしたケイトは、愛する彼の膣内射精を受け入れて妊娠したとする見解が大半である。
映画情報サイト『CBR』の記者レナルド・マタディーンも「政治を通じて世界を支配しようとしていたダミアンが、浮気心を起こして女性記者ケイトとの間に子供を設けた」と記事に書いた。

## 公開
有名な映画スターがいないまま、低予算のテレビ映画として完成した『オーメン4』は、1991年5月20日の夜にフォックス・ネットワークを通じて北米で初めてテレビ放映された。1991年8月9日に劇場上映されたオーストラリアを含め、いくつかの国では映画館で公開されている。イギリスでは、1991年10月12日の第14回タインサイド国際映画祭で上映された後、同年11月29日からイギリス国内で一般公開された。日本では1991年10月19日に劇場公開され、1992年3月に20世紀フォックスホームエンターテイメントからVHSカセットでビデオリリース。字幕版と日本語吹替版が同時発売された。

## 評価
この作品は否定的な評価が圧倒的に多く、IMDbでは5046票の評価で平均点は3.9/10点だった。2024年の時点でレビュー収集サイトのRotten Tomatoesでは6件の批評家レビューに基づいて17%の支持率を獲得しており、平均評価は2.6/10となっている。コロンビアのタブロイド紙『プロヴィンス』は、「この作品では悪魔の男児が女児に変わっただけで、『オーメン』の神話に何ひとつ新しい要素をもたらしていない。ディーリア役のエイジア・ヴィーイラは、この大袈裟で意図せず笑える本作の中で唯一、悪意に満ちた目で破滅を睨みつける最高の人物だ」と、ヴィーイラの演技のみを誉めている。この他にも「テレビ向け映画という、できるだけ安っぽい方法でこのシリーズを復活させようとした」、「完全に死んでしまったフランチャイズに命を吹き込む、退屈な試み」など映画評論家からの批判的な評が多く、ほとんど支持を得られなかった。
『ロサンゼルス・タイムズ』の記者クリス ・ウィルマンは「シリーズ第1作の筋書きを再現しただけで、サスペンスは最大限に抑えられている。ブライアン・タガートの平凡な脚本にふさわしい、機知に欠け、視覚的にも動きが遅い退屈な作品」と批評。『ガーディアン』誌のデレク・マルコムは「オリジナル版の安っぽいセルフリメイク」と酷評した。一方、『DAILY DEAD』の作品評の中でスコット・ドレビットは「ホルヘ・モンテシ監督とドミニク・オテニン＝ジラール監督は、ナンセンスな脚本を不気味に見せるという難題に取り組んでいるが、少なくとも見栄えは良くしている。クールな斬首や刺し傷は、テレビムービーという制限の中で上手く切り抜けている」と、好意的に評価している。